# Josh Boone

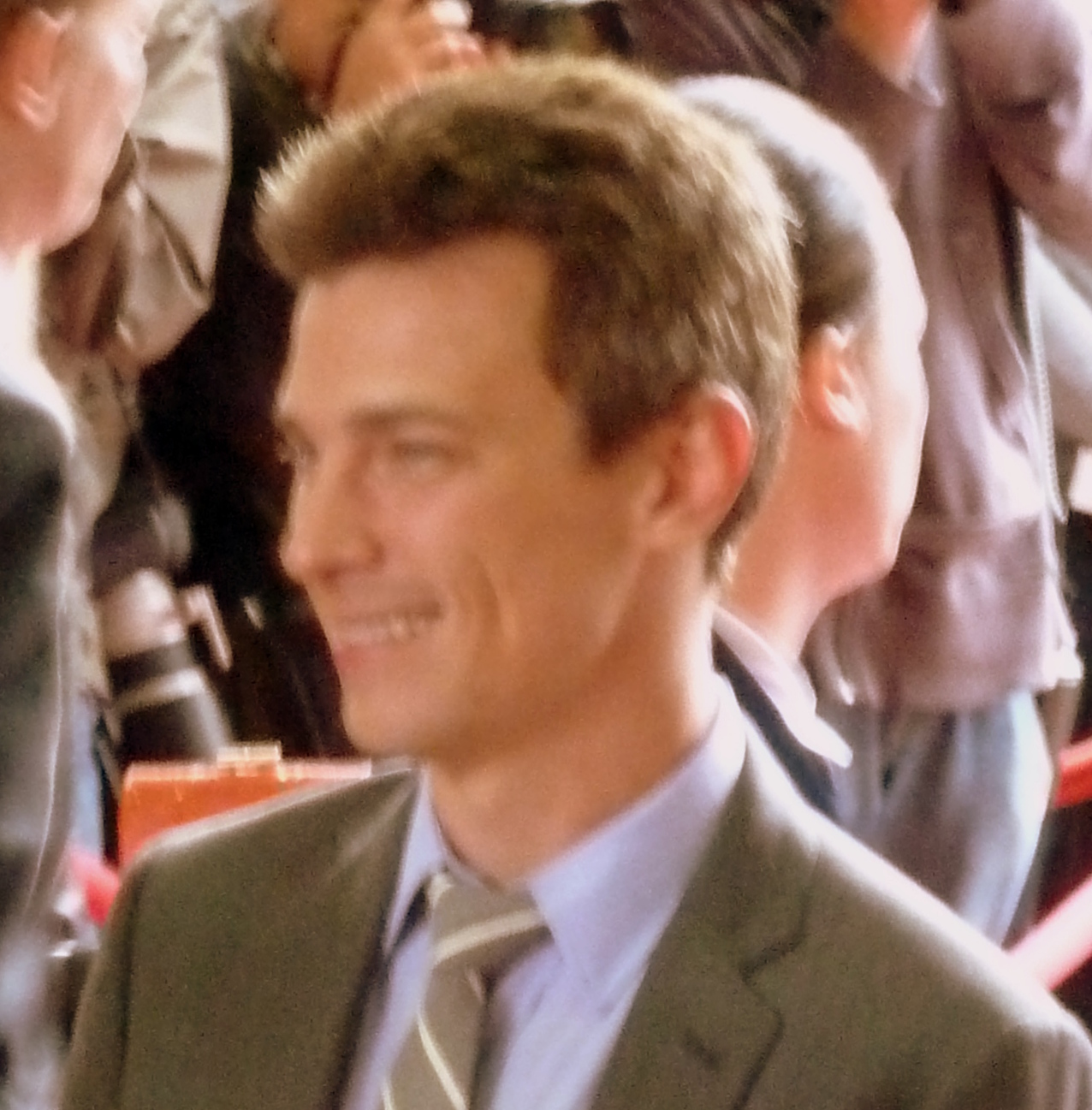
Josh Boone (2012)

Joshua Sidney „Josh“ Boone (* 5. April 1979 in Virginia Beach, Virginia) ist ein US-amerikanischer Drehbuchautor und Filmregisseur. Bekanntheit erlangte er durch seinen mehrfach preisgekrönten Kinofilm Das Schicksal ist ein mieser Verräter.

## Leben und Karriere
Josh Boone wurde 1979 in Virginia Beach, Virginia geboren.
Er brachte 2012 mit dem Drama Love Stories seinen ersten abendfüllenden Spielfilm auf die Leinwand. Er führte hierbei nicht nur Regie, sondern schrieb auch das Drehbuch. Der Film feierte seine internationale Premiere noch unter dem Arbeitstitel „Writers“ im September 2012 auf dem Toronto International Film Festival. Der offizielle Kinostart begann im Juli 2013 in ausgewählten US-Kinos. Im selben Jahr wurde er von 20th Century Fox als Regisseur des Filmdrama Das Schicksal ist ein mieser Verräter verpflichtet, das auf dem gleichnamigen Roman von John Green basiert. Der Film kam am 6. Juni 2014 in die US-Kinos und entwickelte sich zu einem der kommerziell erfolgreichsten Filme des Jahres. Bei Produktionskosten von rund 12 Millionen US-Dollar spielte er weltweit mehr als 307 Millionen US-Dollar ein. Von Filmkritikern erhielt Boone überwiegend positive Bewertungen und sein Film wurde mehrfach ausgezeichnet.
Ende 2013 gab Boone bekannt, dass er in einem Filmprojekt basierend auf Stephen Kings Roman Love involviert sei.
Am 13. Mai 2015 wurde bekannt, dass Boone in einer geplanten Comicadaption von The New Mutants von 20th Century Fox den Regieposten übernehmen werde und gemeinsam mit seinem Co-Autor Knate Gwaltney das Drehbuch schreiben soll. Das X-Men-Spin-off The New Mutants lief nach zahlreichen Verschiebungen erst Ende August 2020 in den US-amerikanischen Kinos an und erhielt eher negative Kritiken.
Boones nächstes Projekt war die Entwicklung einer Miniserie, die auf Stephen Kings Roman The Stand basiert. Die Ausstrahlung der Serie The Stand – Das letzte Gefecht begann Ende Dezember 2020. Boone war hieran auch als zentraler Regisseur beteiligt.

## Filmografie
Regie
- 2012: Love Stories (Stuck in Love)
- 2014: Das Schicksal ist ein mieser Verräter (The Fault in Our Stars)
- 2020: The New Mutants
- 2020: The Stand – Das letzte Gefecht (The Stand, Miniserie, 9 Episoden)

Drehbuch
- 2012: Love Stories (Stuck in Love)
- 2020: The New Mutants